# Wafi Salih
Wafi Salih (Valera, 1966) è una scrittrice e poetessa venezuelana di origini libanesi. È nota principalmente per le sue opere letterarie nei generi di poesie, storie e saggi, oltre che come specialista nella coltivazione di Haiku in spagnolo.

## Biografia

### Lavoro letterario
Ha pubblicato più di 16 libri in Venezuela e in paesi stranieri. In Ecuador, ha pubblicato il suo libro per bambini "Cielos Descalzos" diventando nel 2008 il libro più venduto nel campo dei bambini.
Il suo lavoro lirico comprende l'impegno per la società, l'immagine dell'altro che soffre la durezza del tempo storico e il cinismo del potere verticale. Oltre a utilizzare un approccio personale e intimo al genere haiku che riceve importanti riferimenti come il giapponese Basho e il messicano José Juan Tablada.
Nel 2017, ha ricevuto l'onore di essere stata onorata poetessa nel "Contest for a Literary Venezuela" organizzato dalla casa editrice venezuelana "Negro Sobre Blanco".

### Lavoro sociale
Aveva sviluppato un intenso lavoro come insegnante di letteratura con diversi gruppi a diversi livelli. Nel suo lavoro di insegnante è molto importante menzionare il suo lavoro come coordinatrice del seminario di formazione letteraria "José Antonio Ramos Sucre", un collettivo incentrato sullo sviluppo di abilità letterarie, che si è formato in "Universidad Pedagógica Experimental Libertador". Questo gruppo dura 7 anni, con oltre 90 partecipanti, contribuendo a far emergere la maturità artistica di numerose voci poetiche venezuelane.

## Opere
- Adagio (1986): Poesia.
- Los Cantos de la Noche (1990): Poesia.[4]
- Las Horas del Aire (1991).Poesia.[5]
- Pájaro de Raices (2002) Poesia.[6]
- El Dios de las Dunas (2005). Poesia.[7]
- Huesped del Alba (2006). Poesia.[8]
- Jugando con la Poesía (2006). Poesia.[9][10]
- Caligrafía del Aire (2007): Poesia.[11]
- Cielos Descalzos (2009): Poesia.[12]
- Vigilia de Huesos (2010): Poesia.[13]
- Las Imágenes de la Ausente (2012).Saggio [14]
- Discipula de Jung (2016): Story.[15]
- Hombre Moreno Viene en Camino: monologhi teatrali.
- Con el Índice de una Lágrima. Poesia.[16]
- Honor al Fuego. (2018) Poesia[17]
- Consonantes de Agua. (2018) Poesia.[18]
- Sojam. (2018) Poesia.[19]
- Más Allá de lo que Somos. (2018) Saggio.